# Трајангле (Вирџинија)
Трајангле (енгл. Triangle) насељено је место без административног статуса у америчкој савезној држави Вирџинија.

## Демографија
По попису из 2010. године број становника је 8.188, што је 2.688 (48,9%) становника више него 2000. године.
| Група             | 2000.         | 2010.         |
| Белци             | 3.195 (58,1%) | 2.836 (34,6%) |
| Афроамериканци    | 1.558 (28,3%) | 3.039 (37,1%) |
| Азијати           | 158 (2,9%)    | 444 (5,4%)    |
| Хиспаноамериканци | 408 (7,4%)    | 1.508 (18,4%) |
| Укупно            | 5.500         | 8.188         |